# 社会党左派
社会党左派（しゃかいとうさは）は、一般的には、旧日本社会党にあって、資本主義市場経済の枠内での福祉国家建設よりも、労農派マルクス主義に基づく政治路線を志向した勢力を指す。しかし左寄りとされた派閥であっても、「新しい社会党を創る会」などは社会民主主義に近かった。
具体的には
- 結党時から1960年代までは、戦前の労農派・労働農民党か日本無産党の系譜に連なる政治家・活動家、および左右分裂時に左派社会党に参加した和田博雄派を指した。一段階革命論や、平和革命を特徴としていた。
- 構造改革論争以降は、構造改革論に反対する佐々木更三派や社会主義協会などを指した。社会主義インターナショナルに所属しながら欧州型の社会民主主義に対して概して否定的だった。この左派優位の社会党の路線を、日本型社会民主主義と呼ぶ見解もある。
- 村山富市政権成立後は、村山を支持するグループをマスコミが便宜的に左派と呼んだ。

## 結党から左右分裂まで
結党時の社会党は社会民衆党系や日本労農党系の右派が中心で執行部が占められ、左派はごく少数であった。このため片山哲・芦田均内閣に対しては党内野党の立場に立つことが多く、結果的に政権を失う原因にもなった。しかし芦田内閣末期に昭和電工疑獄事件が起きたことで、政見に対する見識を評価されることになり、さらに森戸・稲村論争後に左派の鈴木茂三郎が書記長に就任するなど発言権が強まった。
この時期の主な政治家は以下のとおり。
- 鈴木茂三郎 - 片山・芦田両内閣に対して一貫して批判的だった。後に第2代委員長となる。「青年よ銃を取るな　婦人よ夫や息子を戦場に送るな」の反戦演説で有名。後に彼の反戦思想は、羽生三七の手によって、非武装中立論へと発展した。
- 加藤勘十 - 戦前は日本無産党を結党し、「ファッショ反対」を訴え、一貫して戦争に反対した。片山内閣には批判的だったが、芦田内閣では労働相として入閣した。サンフランシスコ講和条約に賛成して、左右分裂時は右派社会党に属した。再統一後、統制委員長となる。
- 黒田寿男 - 芦田内閣の予算案に反対して社会党を除名され、労働者農民党を結成した。
- 松谷天光光 - 黒田らと労農党を結成するが、その後離党する。後に園田直との不倫の末、自民党に移籍した。直の前妻の息子、博之と骨肉の争いを演じた。
- 太田典礼 - 日本共産党、社会党を経て、労農党に参加した。老人や障害者への安楽死や自殺、堕胎、断種などを積極的に促す発言が物議を醸した。
- 足立梅市 - 1948年に社会党を除名され、1951年に和田敏明らと共に社会党再建全国連絡会を結成した。自らを「愛国主義」、保守政党や社会党右派を「売国奴」と主張し、社会主義政党としての社会党再建と、労農党や日本共産党との統一戦線構築を目指した。
- 戸叶里子 - 橋本登美三郎の日本民党出身で、所属派閥は河上丈太郎派と、元々は右派に連なる経歴だが、後に左派と見なされるようになる。国会キス事件追及や売春防止法制定などに尽力した。
- 深沢義守 - 日本農民組合出身。日農分裂時は統一派に所属した。右派の平野力三らと対立し、日本共産党に移籍した。
- 鈴木東民 - 日本共産党から労働者農民党に移籍。読売新聞社で労働運動を主導、後に釜石市長、釜石市議となった。

## 左派社会党

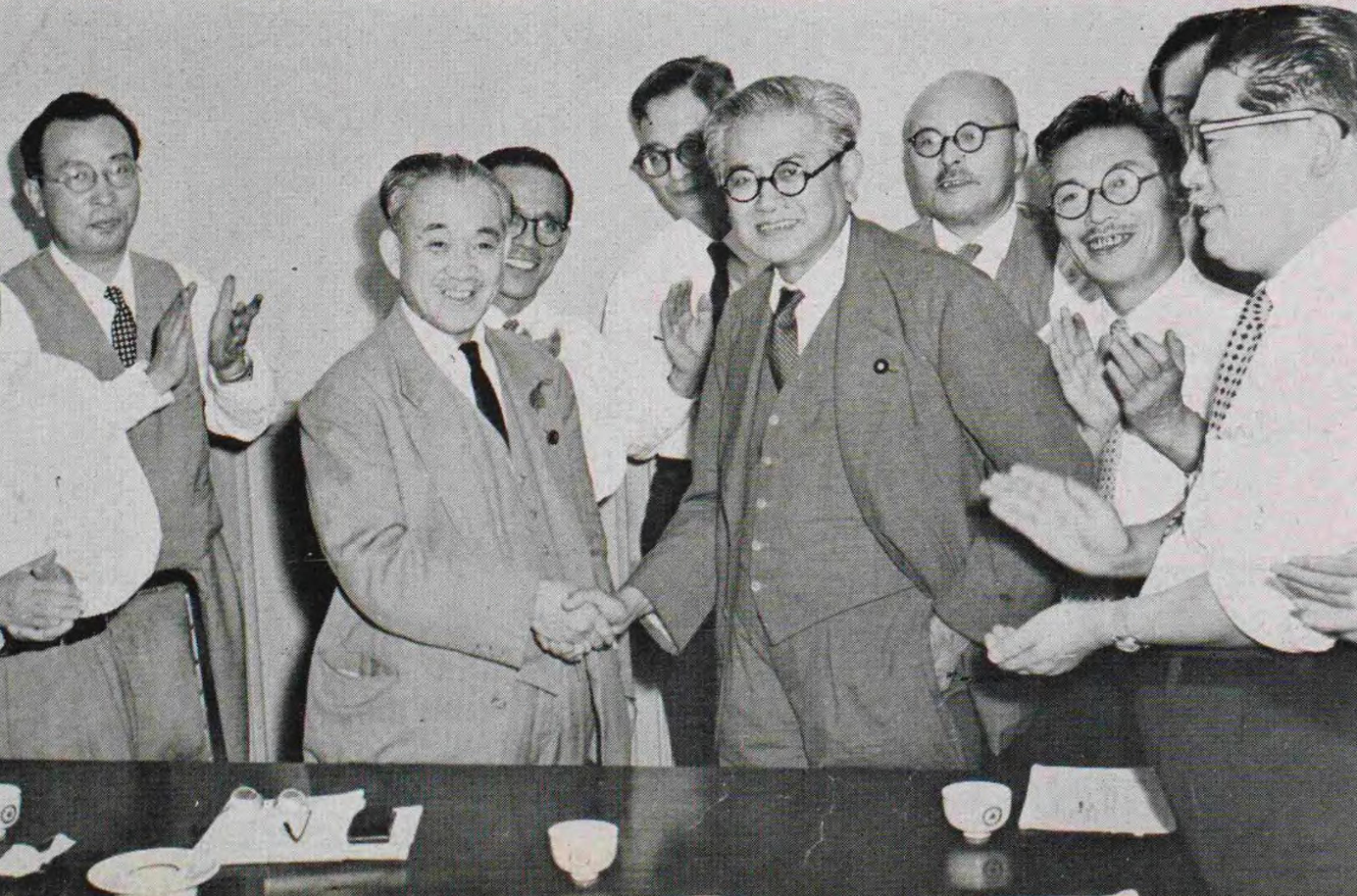
1950年10月1日、左派社会党と右派社会党は初の両派拡大委員会を開いた。握手する鈴木茂三郎と河上丈太郎。

1951年（昭和26年）、サンフランシスコ講和条約および（旧）日米安全保障条約の賛否をめぐり、社会党は分裂し、両条約反対派は便宜的に「左派社会党」と呼ばれた（略して“左社”）。左右両派ともに、「日本社会党」と名乗ったためである。また、国会では、控室の番号で区別した（分裂当初は右派は単に「日本社会党」、左派は「日本社会党第二十三控室」）。
左派社会党の委員長には鈴木茂三郎が、書記長には野溝勝が就任した（1954年（昭和29年）に書記長は和田博雄に交代）。
日本労働組合総評議会（総評）の支援を受けたために、当時としては組織的な選挙を展開し、「組織の左社」と呼ばれた。非武装中立論を主張して再軍備に反対し、さらに逆コースに反対して護憲を主張し、女性やホワイトカラー層を中心に支持を集めた。
分裂直後の左派社会党は16議席であったが、1952年の総選挙で54議席に増え、1953年の総選挙ではさらに72議席に増えて右派社会党を追い抜いた。1955年の総選挙では89議席となり、左派優位体制を確立した。1955年（昭和30年）10月13日、左右社会党は再統一した（社会党再統一）。左社委員長の鈴木は統一した社会党の委員長となったが、再統一に反対した和田は統一した党7役から外された。
この時期の主な政治家は以下のとおり。
- 稲村順三 - 農民運動から政界入り。森戸・稲村論争で社会党を「階級政党」と位置づける運動方針案を提出し、左派における理論的支柱の一人となった。左派社会党結成時には向坂逸郎や伊藤好道と共に左社綱領を起草し、組織部長に就任したが再統一直前に急死した。
- 和田博雄 - 官僚から社会党左派に加わった異色の政治家。鈴木茂三郎に対抗するため、時には教条主義的な言動をおこなった。再統一後はあまりポストに恵まれず、実力を発揮できないまま政界を引退した。
- 帆足計 - 官僚・財界人出身。当初は緑風会所属。後に「日本社会党党刷新連盟」結成。

## 構造改革論争以後
鈴木派の実力者だった佐々木更三は、同じ鈴木派の江田三郎が構造改革論を唱えると、社会主義協会と手を組んで構造改革論批判をはじめ、構造改革論争を引き起こした。この論争はやがて、「江田おろし」の様相を呈するようになり、党内では熾烈な派閥抗争が展開されるようになった。佐々木派は中華人民共和国と、社会主義協会はソビエト連邦との関係を深めたが、そのため左派が掲げる非武装中立主義に対する国民の信頼は薄くなっていった。
1970年代には、社会主義協会が活動家の支持を受けて勢いを振るうようになり、プロレタリア独裁を肯定するなど過激な主張をするようになった。そのため、社会党が左傾化した責任を協会のみに負わせようとする者もいたが、実際には当時の右派の幹部よりも、向坂逸郎・太田薫らの方が極左と言われる人々に対しては批判的だった。しかし、1977年（昭和52年）の江田離党とその後の死をきっかけに、右派と中国派がともに向坂協会を糾弾し、理論研究集団に徹することを約束させた。以後、右派の発言権が高まり、左派出身の委員長の下で、社会党のイデオロギーや政治路線の見直しが右派の主張に従って進められるという状態が続いた。1986年（昭和61年）の「日本社会党の新宣言」決定で、路線上の左派優位は収束した。
土井たか子は、1970年代には右派系の新しい流れの会に属し、本来は左派とはいえない人物であった。1986年（昭和61年）のダブル選挙敗北による石橋委員長辞任により、委員長に選出された。土井は消費税に絶対反対の姿勢を貫き1989年参院選挙、1990年総選挙で社会党は躍進した。
この時期の主な政治家は以下のとおり。
- 藤原豊次郎 - 市川市議を経て旧千葉1区から当選。日中友好運動に尽力し、後に「日本社会党中国派」を結成する。
- 佐々木更三 - 社会主義協会と組んで執拗な江田批判をおこなう。しかし、次第に自らの政治基盤を社会主義協会に侵食され、江田と和解し、反協会派を形成する。
- 成田知巳 - 委員長。「福祉国家の道は採らない。社会主義で行く」と言明。ヨーロッパにおける社会主義像の変化に鈍感であった。第三国を経由せず船で日本海を横断して北朝鮮を訪問した。
- 亀田得治 - 成田の盟友だったが、社公連合政権構想や社公民路線に反発し離党。共産党との共闘を進め、全国革新懇代表世話人となった。
- 馬場昇 - 副委員長。中間左派「日本社会党新生研究会」代表委員。社公民路線に懐疑的で、委員長石橋政嗣の「自衛隊違憲合法論」に批判的だった。
- 高沢寅男 - 学生時代は共産党国際派として、不破哲三、安東仁兵衛、武井昭夫らと活動した。社会党入党後は社会主義協会に所属し、「協会のプリンス｣と呼ばれる。晩年は自民党推薦で練馬区長選に出馬、落選した。
- 土井たか子 - 反自民の風潮に乗って「マドンナブーム」を引き起こすが、政権戦略に欠けていたため、ブームを一過性のものにしか出来なかった。

## 村山政権
反共的な村山とその周辺は、本来なら「社会党右派」に属する。村山は、社会党が左右分裂していた時代には左派社会党に所属していたものの、その後一貫して自治労右派、政権構想研究会、水曜会と右派に属して政治活動をしてきた。村山を支えた幹部をみても、山口鶴男は政権構想研究会、水曜会の大幹部であり、「国会の爆弾男」「国会の止め男」として鳴らした大出俊も山口とほぼ同じ立場であった。村山内閣を作る際に小沢を手玉にとった当時の国対委員長で、後に村山内閣2代目の内閣官房長官となる野坂浩賢も、後に社民党幹事長となる伊藤茂らもどちらかと言えば中間右派に属した。
しかし村山内閣成立後のマスコミが、小沢一郎および新進党との連携を目指して自社さ連立政権に批判的な勢力を「社会党右派」、小沢の「普通の国」路線に反発し、自民党と組んででも社会党の自主性を取り戻そうとした自社さ連立政権支持勢力を「社会党左派」と便宜的に呼称したため、村山自身が社会党左派であるかのようなイメージが先行した。そのため、山口鶴男のように右派とされている政治家も、村山富市を支持したために左派と呼ばれることとなった。
村山政権は村山談話などを除いて社会党らしい政策を打ち出すことにほとんど失敗し、逆に社会党自身が基本政策の転換を迫られることとなった。ただし、当時70議席に過ぎなかった社会党には独自の政策を打ち出すのは不可能であり、限られた条件の中で村山らは社会党らしさを打ち出し、なおかつ社会党崩壊の原因となった小選挙区制導入を阻止しようと努力したと村山を擁護する声も根強い。また、基本政策の転換も党大会で追認されており、村山や左派のみに責任を転嫁するのは間違いであるという主張もある。

## 村山政権以後
1996年（平成8年）に発足した民主党内の社会党出身者は、横路孝弘などを除くと社会党左派に属していた者が多く、1996年当時の社会党分裂に際して、議員と一緒に民主党へ乗り換えた職員、オルグたちも社会主義協会籍を隠した者が少なくなかった。しかし、社会主義協会員の大部分は社民党か新社会党に、現在まで所属しているのが実態である。むしろ、村山・土井社民党に残った者の方が、議員、職員・オルグとも、本来の社会党右派が多かったとする内部の指摘がある。だが、民主党に移った田邊誠と赤松広隆は右派出身である。山花貞夫は中間左派出身であるが、1980年代から社会党を現実的な社民主義に転換させようとしていた。
また、左右両派を比較すると、左派の方が転換が素早く、右派の方が不器用であることが多い。表向き西欧社民のイメージを振りまきながら、親北朝鮮という右派もおり、それを不器用と呼ぶかどうかは主観の問題である。左派にも右派にも現実的で柔軟な者もいれば、ポル・ポト派に近いような者もおり、左派か右派かでは一概に評価できないといえよう。国鉄改革に際しても、国労に残ったのが民同左派出身のどちらかと言えば中間右派、鉄産労を作って当局と最終妥協した方が実は左派だったとするJR経営側労務畑幹部の話も伝わる。その後、穏健右派の多くはJR連合に移っており、どちらかといえば左派の方が国労に残留している。
さらに1998年（平成10年）以降、新民主党発足に伴い社会党以外から多くの保守派（中には自民党右派と同じ思想の者さえいる）が旧民主党へ入党したため、民主党・民進党内において左派の存在は埋没することが多かった。同一党内における思想の全く異なる勢力の共存により発言力を喪失した状態の解消は、2017年の民進党分裂による立憲民主党の結成を待たなければならなかった。
社会党の後身である社会民主党は、成立時に西欧流社会民主主義と保守色の混合である社民・リベラルを謳った。社会党左派の立場を継承しているはずの新社会党も、1996年の衆議院総選挙、1998年の参議院選挙で国会の議席を失って以来、選挙のたびに得票を減らし続け、2003年（平成15年）の衆議院総選挙では公認候補を立てられなかった。しかし、社民党は2006年（平成18年）決定の「社会民主党宣言」で基本政策をほぼ村山内閣以前に戻し、護憲を掲げて自民党との対決色を強めたが、民主党系野党と日本共産党の間に埋没し、2010年代以降は政党要件が危ういレベルにまで衰退している。
この時期の主な政治家は以下のとおり。
- 小森龍邦 - 部落解放同盟書記長として部落解放運動を主導。後に新社会党委員長となる。
- 伊東秀子 - 共産党から社会党に転じ、衆院選に当選。小森らと並ぶ左派の論客として名を馳せるが、佐藤孝行の求めに応じ、自民党推薦で北海道知事選挙に出馬、落選した。その後、国民新党に入党する。
- 野坂浩賢 - 村山の側近として村山政権を支えた。建設相時代、長良川河口堰の運用開始を認め、環境保護派から激しく批判された。
- 矢田部理 - 社会党茨城県本部委員長、参院議員会長など歴任した。自社さ連立政権を批判して社会党を除名され、小森らと共に新社会党を結党する。新社会党初代委員長。1974年、ロッキード事件の追及で一躍有名になった。
- 翫正敏 - 石川県小松市の正光寺（真宗大谷派）住職。参院議員在職時、自民党に接近する村山に異議を唱え、1993年（平成5年）の社会党委員長選挙に立候補するが、村山に大差で敗れる。その後離党し、新党護憲リベラルに参加する。しかし護憲リベラルの中心メンバーである田英夫や國弘正雄も「反小沢・反新進党」を掲げ自民党への協力を表明し、対立する。護憲リベラルも離党し、新党「憲法みどり農の連帯」を結党、代表に就任した。その後は新社会党でも活動している。

地方組織には社会主義協会など旧左派勢力も根強い。
2020年代現在では、かつて社会党左派と呼ばれた政治家や活動家は、社会民主党、新社会党、立憲民主党の各党に所属している。